# Metepeira pacifica
Metepeira pacifica là một loài nhện trong họ Araneidae.
Loài này thuộc chi Metepeira. Metepeira pacifica được miêu tả năm 2001 bởi Piel.